# Лана Марконі
Лана́ Марконі́ (фр. Lana Marconi, справжнє ім'я Катерина Ілеана Маркович; 8 вересня 1917, Бухарест, Румунія — 8 грудня 1990, Неї-сюр-Сен, Франція) — французька акторка румунського походження. Вона була п'ятою і останньою дружиною Саша Гітрі.

## Біографія
Лана Марконі народилася в Бухаресті, Румунія. у 1922 році з мамою приїхала до Парижа. Після навчання вона відвідувала художні гуртки, в тому числі Арлетті, яка познайомила її з Саша Гітрі. 25 листопада 1949 року Марконі стала його дружиною.
Як і в театрі, Лана Марконі відома в кіно лише акторськими роботами у постановках одного режисера — Саша Гітрі: з 1947 по 1956 роки вона зіграла вісім театральних ролей та знялася у 12-ти кінофільмах свого чоловіка.
Лана Марконі похована на кладовищі Монмартру в Парижі поряд із Сашею, Жаном та Люсьєном Гітрі.

## Особисте життя
У першій половині 1950-х років мала тривалий лесбійський роман з управителькою кабаре «Le Carroll's» Сюзан Боле, більш відомою як Фреде, яка стала другом Гітрі. «Я практично прожила у будинку Саші чотири роки», — згадувала Фреде у 1974 році.

## Фільмографія
Усі фільми поставлені Саша Гатрі
- 1947: «Комедіант» / Le comédien — Катрін Майяр
- 1948: «Кульгавий диявол» / Le diable boiteux — мадам Гран / мадам Талейран
- 1949: «У двох голубок» / Aux deux colombes — Велика княгиня Крістіна
- 1950: «Тоа» / Toâ — Анна-Катерина
- 1950: «Скарб Контнака» / Le trésor de Cantenac — Віржині Лакассань
- 1950: «Ти врятував мені життя» / Tu m'as sauvé la vie — маркіза де Пралоньян
- 1951: «Дебюро» / Deburau — Марі Дюплессі
- 1952: «Я був ним три рази» / Je l'ai été trois fois — Тереза Вердьє
- 1952: «Життя порядної людини» / La vie d'un honnête homme — графиня
- 1953: «Таємниці Версаля» / Si Versailles m'était conté — королева Марія-Антуанетта / Ніколь Леге
- 1955: «Наполеон» / Napoléon — Марія Валевська
- 1956: «Якби нам розповіли про Париж» / Si Paris nous était conté — королева Марія-Антуанетта